# دورپن (زامتگمایند)
دورپن (به آلمانی: Samtgemeinde Dörpen) یک منطقهٔ مسکونی در آلمان است که در امسلاند واقع شده‌است. دورپن ۱۵٬۴۴۶ نفر جمعیت دارد.